# Іріберрі
Іріберрі, Вільянуева-де-Аескоа (баск. Hiriberri, ісп. Villanueva de Aezcoa, офіційна назва Hiriberri/Villanueva de Aezkoa) — муніципалітет в Іспанії, у складі автономної спільноти Наварра. Населення — 127 осіб (2009).
Муніципалітет розташований на відстані близько 350 км на північний схід від Мадрида, 36 км на північний схід від Памплони.

## Демографія
Динаміка населення (INE ):

## Галерея зображень

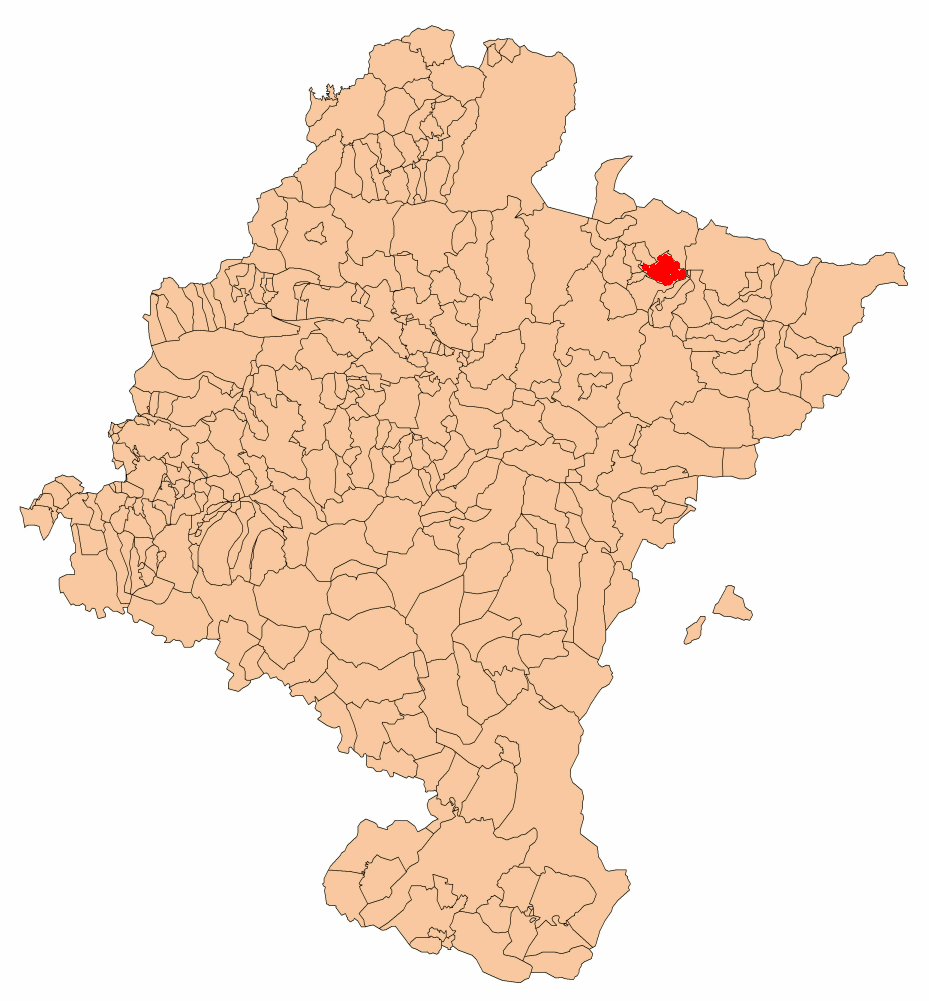
Розташування муніципалітету